# Peñol
Peñol là một khu tự quản thuộc tỉnh Antioquia, Colombia. Thủ phủ của khu tự quản Peñol đóng tại Peñol Khu tự quản Peñol có diện tích 143 ki lô mét vuông. Đến thời điểm ngày 28 tháng 5 năm 2005, khu tự quản Peñol có dân số 15140 người.